# Power Drift
Power Drift (パワードリフト?) è un videogioco arcade del genere simulatore di guida pubblicato da SEGA nel 1988. Creato da Yu Suzuki, autore di Out Run, ha avuto numerose conversioni, di cui quelle per computer pubblicate dalla Activision nel 1989.

## Modalità di gioco
In Power Drift sono presenti 25 circuiti divisi in gruppi da cinque; ciascun gruppo ha una diversa ambientazione di sfondo e può essere selezionato liberamente a inizio partita. Si può scegliere tra 12 piloti alla guida di dune buggy di differenti colori, ognuno caratterizzato da animazioni caratteristiche quando sorpassa o quando ha un incidente, ad esempio salutano o fanno il gesto dell'ombrello alle auto sorpassate. Gli altri 11 piloti si avranno come avversari in gara. Ogni corsa è composta da quattro giri e per passare al livello successivo è necessario arrivare nelle prime tre posizioni, altrimenti si ha il game over.
La visuale è tridimensionale dal retro del veicolo e i tracciati presentano molte curve, saliscendi simili a montagne russe, ostacoli a bordo pista, terreni irregolari, salti e chicane. Il cambio delle marce, solo due, è manuale. Gli scontri più diretti con altre vetture possono causare incidenti con testacoda. A volte è possibile anche precipitare dalle sezioni elevate del tracciato. Dopo un incidente si riparte illesi, ma perdendo tempo prezioso. 
Nella versione arcade, nelle curve brusche si ha l'effetto di inclinazione laterale dell'immagine a video, di solito non presente nelle conversioni. Inoltre, se il giocatore ottiene la prima posizione in cinque corse, potrà guidare una motocicletta di Hang-On o un jet di After Burner su un sesto circuito bonus. Il cabinato era disponibile anche in versione con seduta, dotata di inclinazione fino a 20° durante la guida.
La versione per PC Engine ha un numero ridotto di piloti e di piste, che vanno affrontate sempre in sequenza prestabilita.